# Зворыкин, Борис Васильевич
Бори́с Васи́льевич Зворы́кин (19 сентября [1 октября] 1872, Москва — 1942, Париж, Франция) — русский художник, график-орнаменталист, иконописец, переводчик.

## Биография

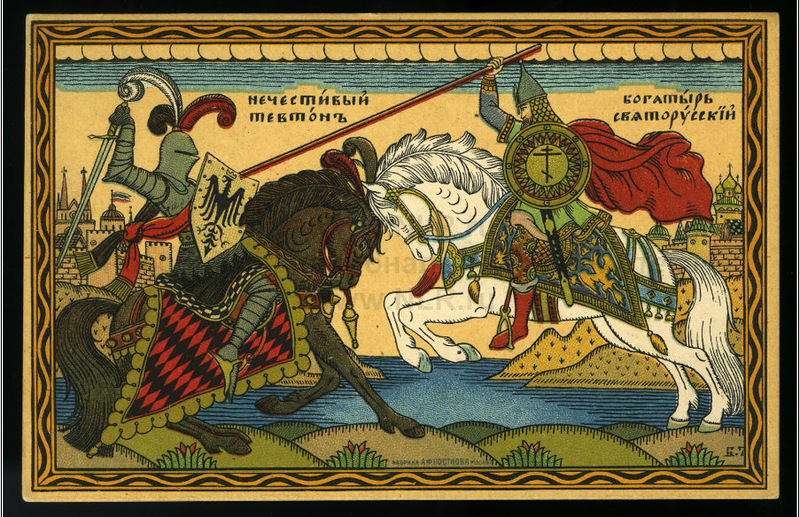
«Нечестивый тевтон и богатырь святорусский», почтовая открытка, 1916

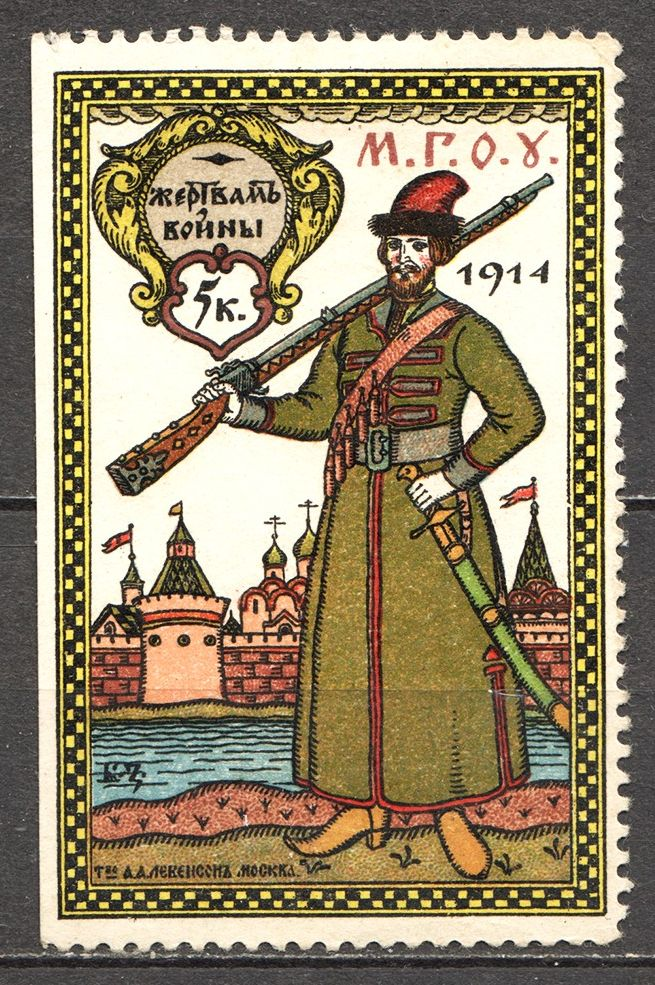
Марка «Жертвам войны»

«Родители его: отец потомственный почётный гражданин, временно-московский 1-й гильдии купец Василий Васильевич Зворыкин, православный и законная жена его Елизавета Оттовна, лютеранского вероисповедания».
После окончания 3-й московской гимназии в сентябре 1892 года, учился в течение года Московском училище живописи, ваяния и зодчествах, а уже в 1898 году выходят первые книги с его иллюстрациями. Художник много работает для издательств И. Д. Сытина, А. И. Мамонтова, И. Н. Кнебеля, А. Ф. Маркса, А. А. Левенсона.
Первым удачным опытом в области иллюстрации детской книги стала «Сказка о золотом петушке», изданная в 1903 году Товариществом скоропечатни А. А. Левенсона. Иллюстрировал детскую книгу Зворыкин и в последующем: «Про Марью Моревну» (М., Б. Аванцо, 1904), «Комар и ласточка» (Типография А. И. Мамонтова, 1904), «Приключения зайчика» (Руммель Н. С. — Товарищество И. Д. Сытина, 1912), «Из детства Литы» (Щепкина-Куперник Т. Л. — Товарищество И. Д. Сытина, 1913), «За родину!» (Шредер Е. И. — Товарищество И. Д. Сытина, 1915), «Горькая луковка» (Сухотин П. С. — Товарищество И. Д. Сытина, 1915), «Яга и земляничка» (Смирнов А. В. — Товарищество И. Д. Сытина, 1916), «Рождественский дед» (Смирнов А. В. — Товарищество И. Д. Сытина, 1917).
Зворыкин оформлял юбилейные и подарочные книги: «Альбом в память семидесятилетнего юбилея Императорского Московского общества поощрения рысистого коннозаводства» (Товарищество скоропечатня А. А. Левенсон, 1911), «Календарь на 1912 год. В память столетнего юбилея Отечественной войны» (Товарищество скоропечатня А. А. Левенсон, 1912). Б. В. Зворыкин стал одним из самых известных авторов рисунков к рождественским, новогодним, масленичным и пасхальным открыткам. Его привлекали к оформлению театральных программок, меню торжественных обедов, поздравительных адресов.
Получил известность Зворыкин и как автор художественных открыток, выполнив акварелью серии на темы «Смутное время», «Нашествие Наполеона 1812 года», «Русские дети», «Пословицы», «Русские храмы», «Русские былины», «Охота» и др.
В 1909—1912 гг. художник участвует в крупном монументальном проекте —оформлении Феодоровского Государева собора в Царском Селе (1902—1912). Зворыкиным исполнен и титульный лист к выпущенному в 1915 г. роскошному альбому «Фёдоровский Государев собор в Царском Селе. Вып. 1: Пещерный храм во имя преп. Серафима Саровского Чудотворца». Последовательный приверженец и творец «русского стиля», Зворыкин был высоко оценён членами императорской фамилии. После окончания работ в Царском Селе он получает благодарность императора Николая II и продолжает работать в области монументальной живописи в Симферополе, где расписывает кафедральный собор Св. равноапостольного Александра Невского.
В 1913 году работал над «Изборником дома Романовых».

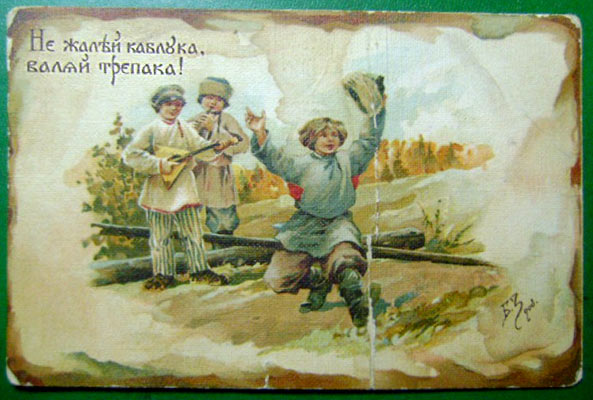
«Не жалей каблука — валяй трепака!» Почтовая открытка.

В 1915 году Зворыкин, наряду с другими известными художниками (И. Билибиным, В. Васнецовым, К. Маковским, М. Нестеровым, Н. Рерихом), а также архитекторами, искусствоведами, литераторами, государственными, общественными и церковными деятелями, стал учредителем «Общества возрождения художественной Руси» — организации, которая ставила целью «распространение в русском народе широкого знакомства с древним русским творчеством во всех его проявлениях».
В конце 1917 — начале 1918 г. художник сотрудничал (одновременно с С. Чехониным и А. Бенуа) с детским альманахом «Творчество» (иллюстрации к сказке А. Ремизова «Товарищи», книге В. Волжанина «Древняя Русь в пословицах и поговорках»). Тогда же проиллюстрировал для издательства И. Д. Сытина и две книжки «сказочек» В. Смирнова — «Рождественский дед» и «Яга и Земляничка».
В 1919 году он занимался оформлением обложек журнала «Красноармеец» и создал политические плакаты «Бой красного рыцаря с тёмной силой», «Красный пахарь». Эти работы стали последними, вышедшими на родине.
В 1921 году из Крыма через Константинополь, Александрию, Каир Зворыкин уезжает в Париж, где продолжает плодотворно работать. В 1922 г. он исполнил красочные видовые иллюстрации и графические рисунки к книге «История Советов» («Histoire des Soviets») А. де Винделя, выпущенной Ж. Маковским. Несколько ранее началось долговременное сотрудничество Зворыкина с издательством «Пиацца», имеющим итальянские корни. Для «Пиаццы», специализировавшейся на библиофильской продукции, он оформил книги «Роман о Жане из Парижа» («Le roman de Jean de Paris», 1924), «Песнь о Гайавате» («Le chant de Hiawatha») Г. Лонгфелло (1927), а также изящные подарочные издания небольшого формата в серии «Ex oriente lux». В 1925 г. в оформлении Зворыкина вышла книга "«Золотой петушок и другие сказки» («Le Coq d’or et d’autres contes») А. С. Пушкина; в отличие от московского издания 1903 г., парижское было выполнено в манере орнаментальной эстетики средневековой книжной миниатюры. Наивысшим достижением Зворыкина в его работе с «Пиаццой» стал «Борис Годунов» («Boris Godounov») А. С. Пушкина (1927). В этом роскошном библиофильском издании он достиг необычайного искусства в создании цельного ансамбля книги и разработке сложных орнаментальных композиций.
Кроме объёмных работ, художник выполнял и обложки: для партитуры оперы М. П. Мусоргского «Сорочинская ярмарка», для литературно-художественного альманаха «Москва» (выпущен в Берлине О. Дьяковой в 1926 г.) и др.
В 1928 году участвовал в выставке «Роскошная книга 1923—1927» («Exposition du Livre de Luxe 1923—1927») в Музее книги в Брюсселе.
В 1930-е годы продолжал развивать в своём творчестве русскую тему, участвуя в различных эмигрантских проектах. В 1935 г. выставляет в книжном магазине «Librairie Generale» («Общая библиотека») в Париже акварельные рисунки с изображением дореволюционной формы полков 1-й Гвардейской кавалерийской дивизии; в том же году вместе с членами общества «Икона», основанного В. П. Рябушинским, участвует в выставке икон в храме Христа Спасителя в Аньер-сюр-Сен, для которого написал икону храмового праздника — икону Божьей Матери Калужской. В конце 1930-х гг. Зворыкин перевёл на французский язык русские сказки «Снегурочка», «Василиса Прекрасная», «Марья Моревна» и «Жар-Птица», и выполнил уникальный рукописный иллюстрированный альбом, который преподнёс в дар своему основному работодателю Л. Фрикателли. Этот альбом не был опубликован при жизни автора, только в 1978 г. его издали на английском языке при содействии вдовы президента США Жаклин Кеннеди-Онасис.
Умер в начале 1942 года в оккупированном немцами Париже, оставив после себя обширное наследие, богатое и разнообразное, охватывающее стилистический диапазон от модерна до арт-деко.

### Иллюстрации Зворыкина к «Борису Годунову» А. С. Пушкина

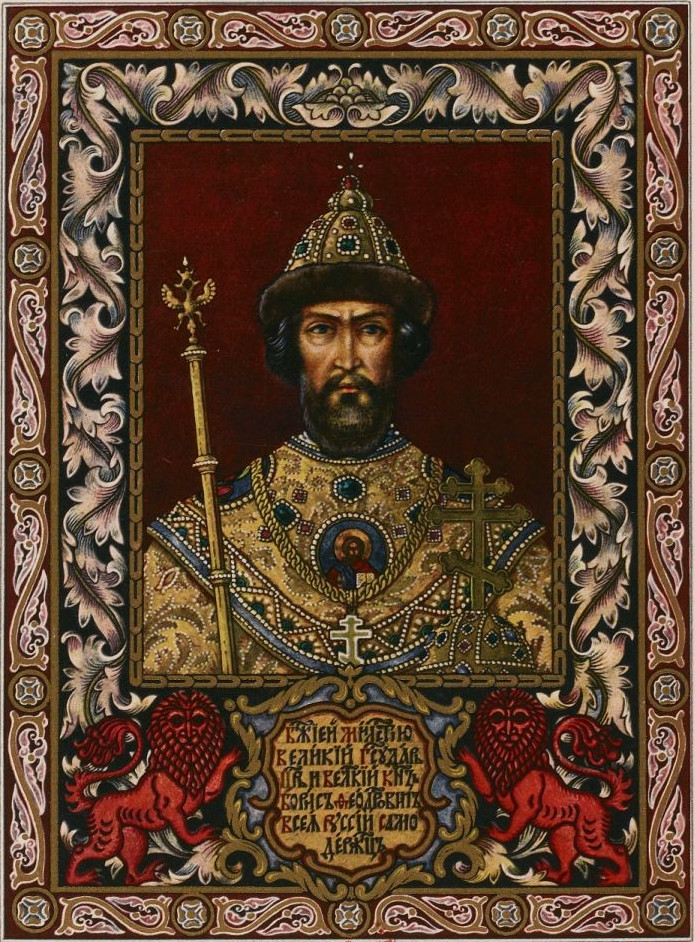
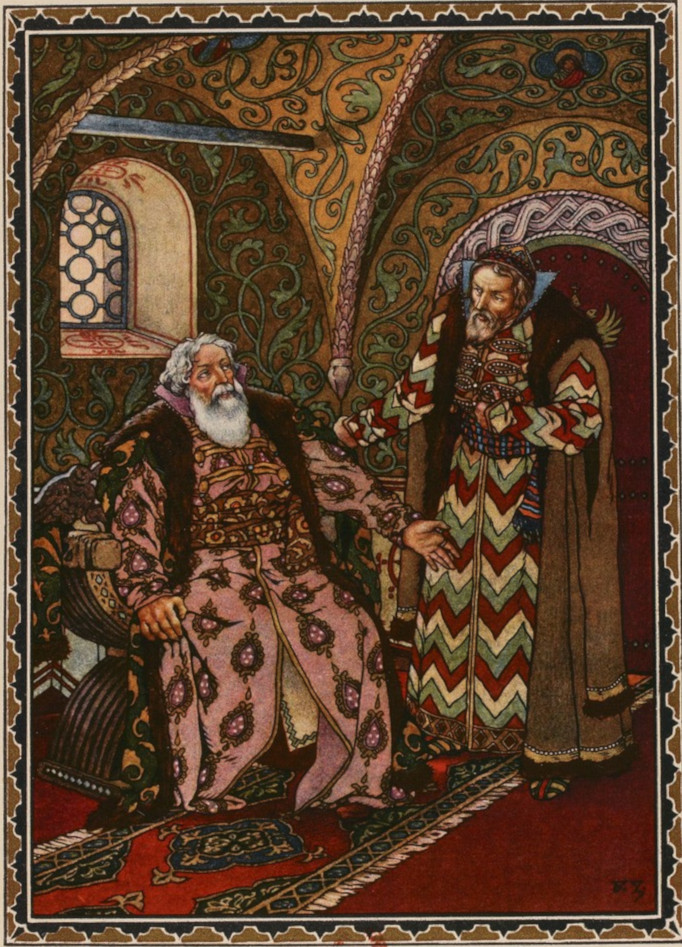
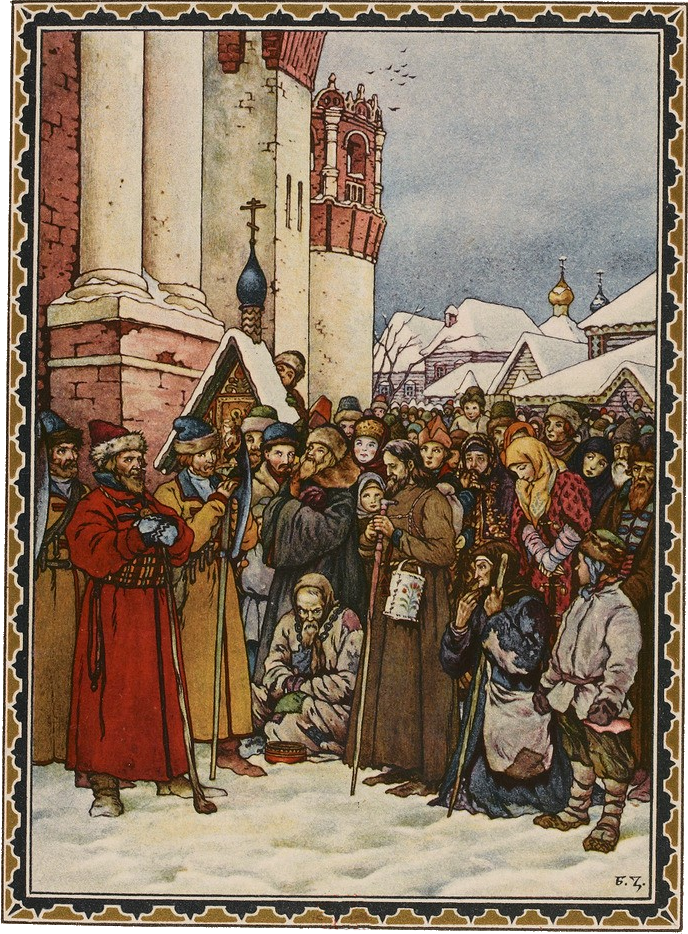
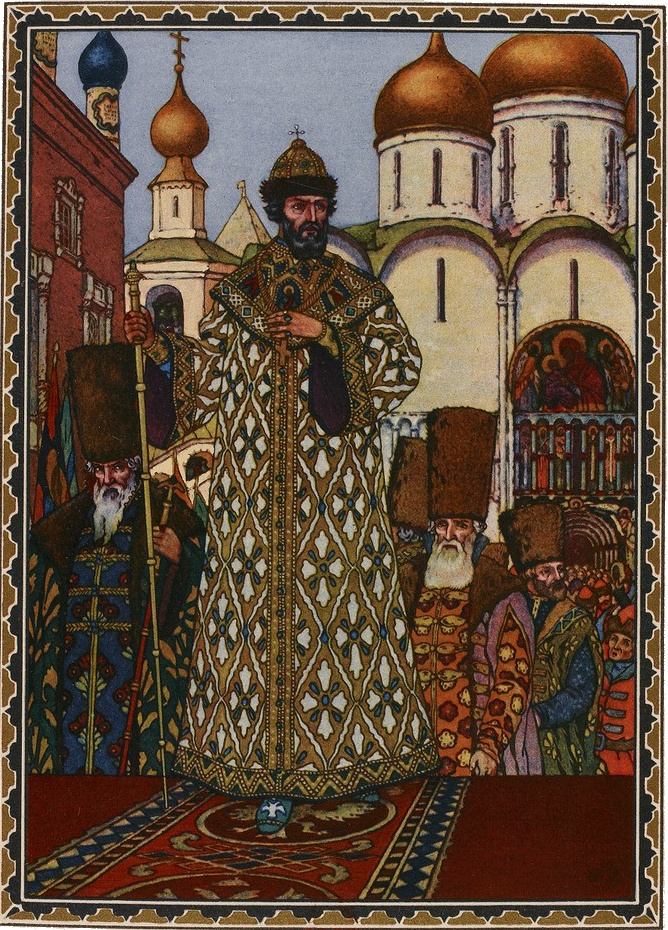
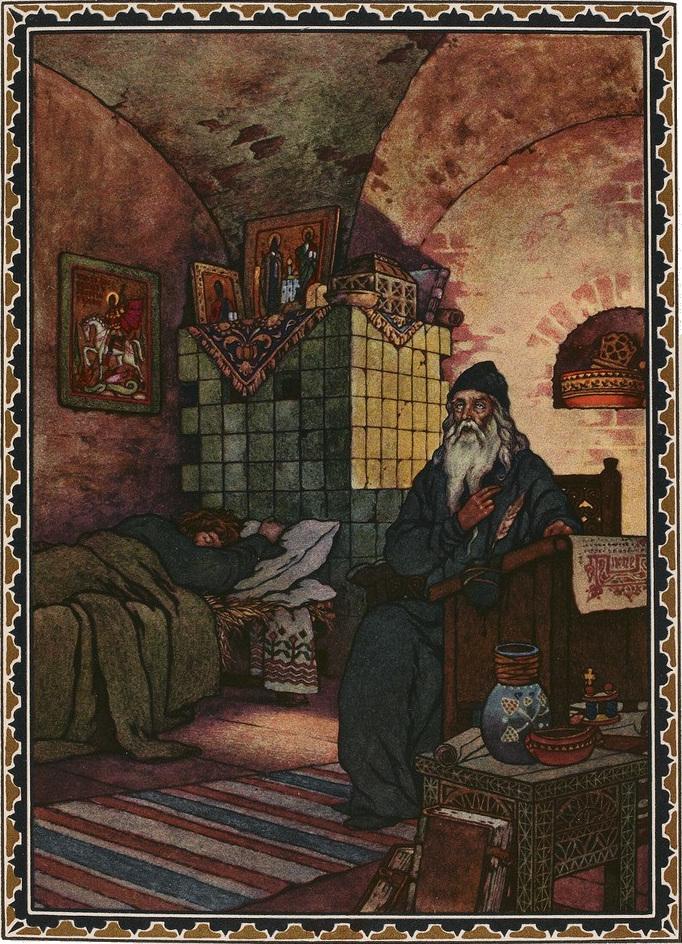
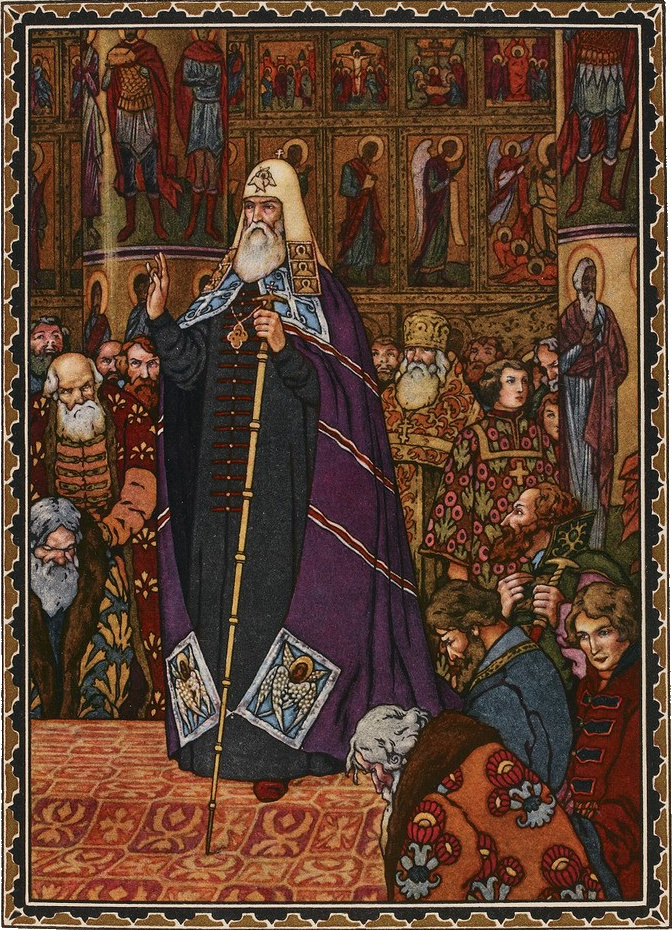
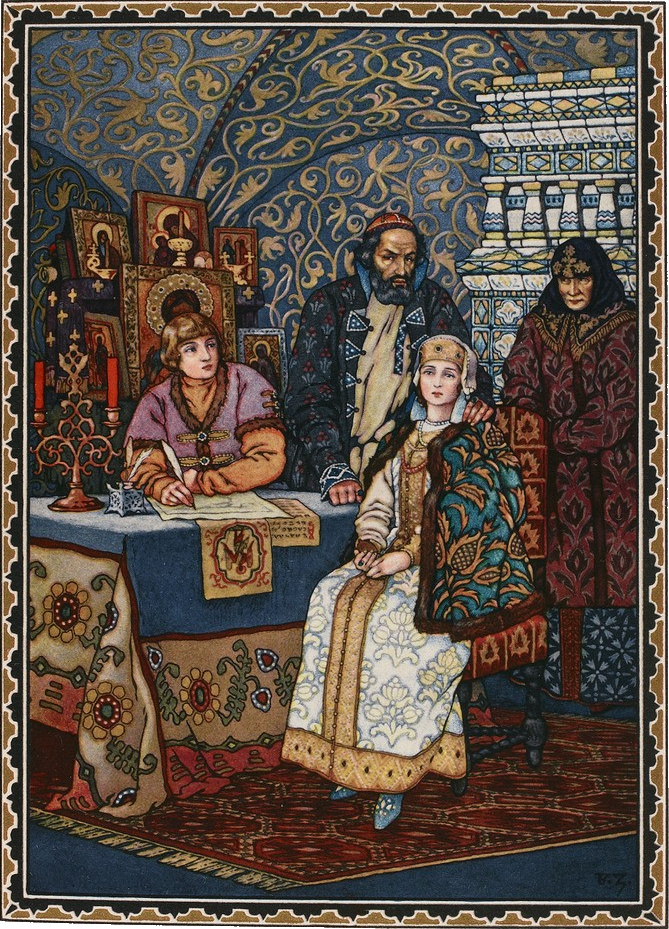
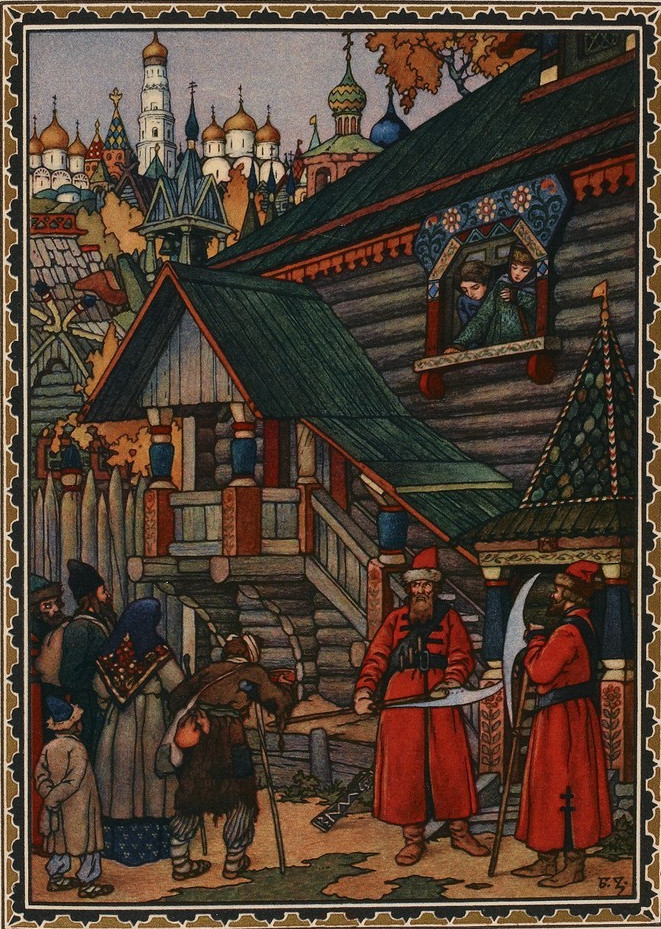

## Галерея

### Избранные иллюстрации кСказкам Пушкина

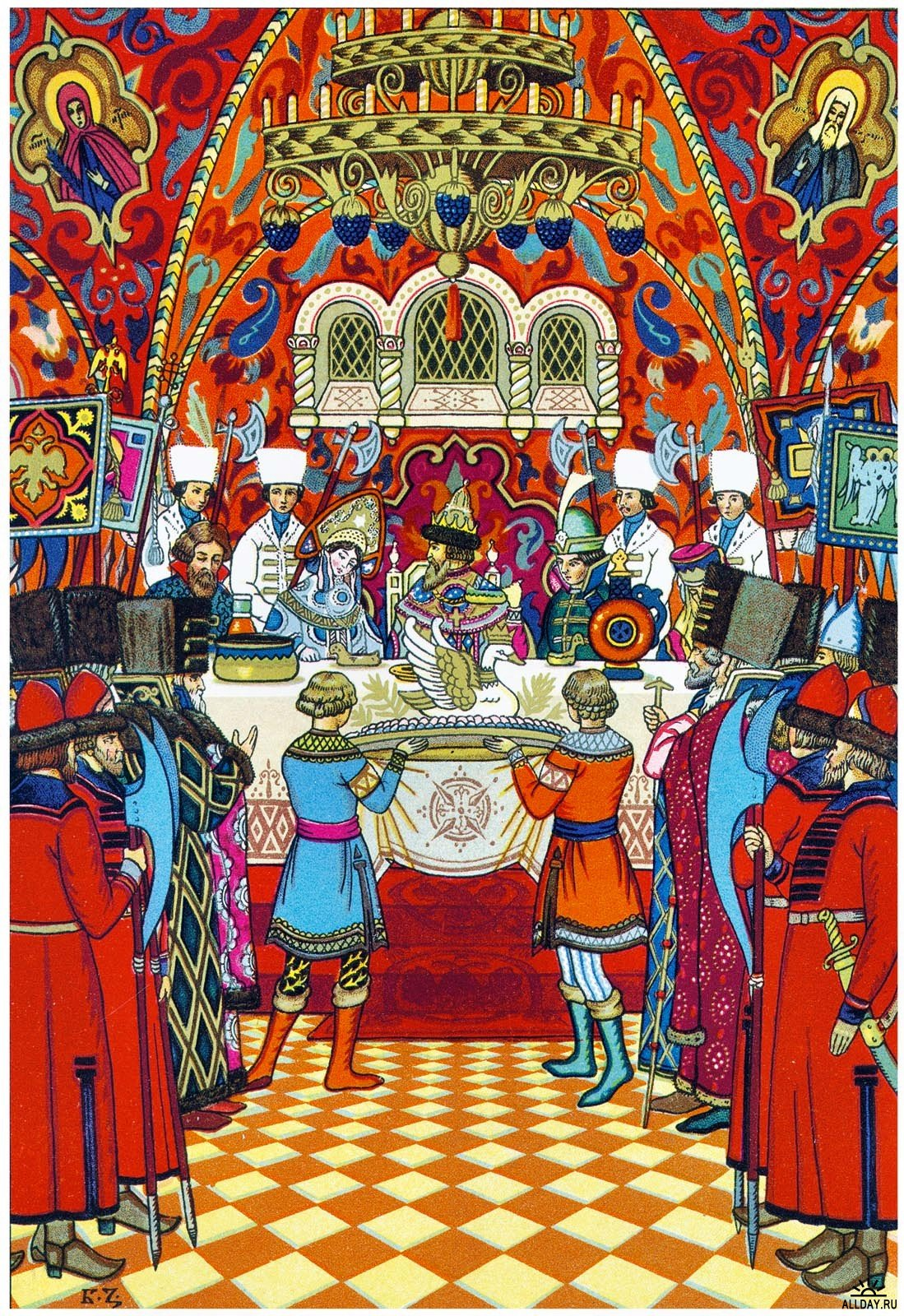
Сказка о царе Салтане
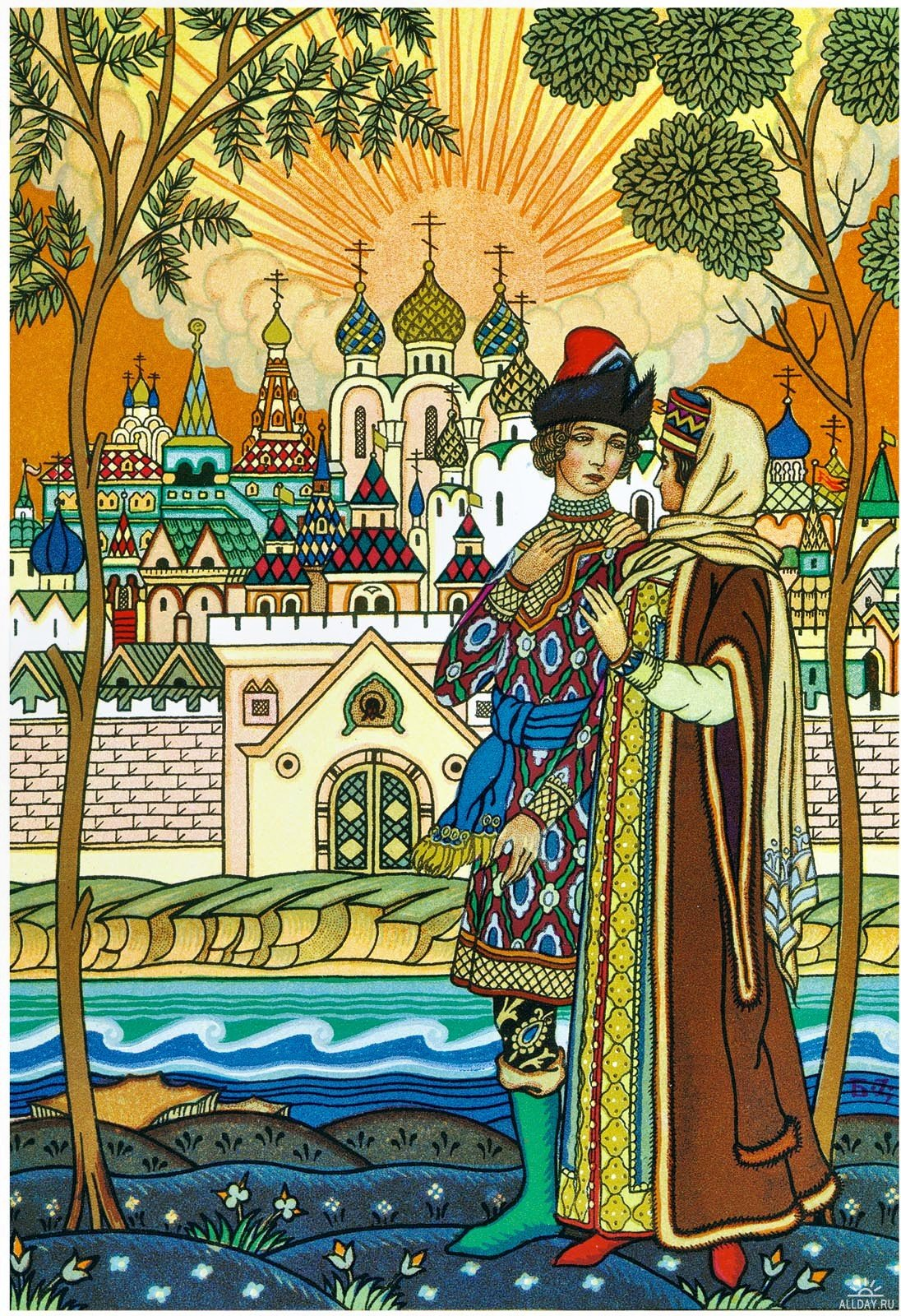
Сказка о царе Салтане
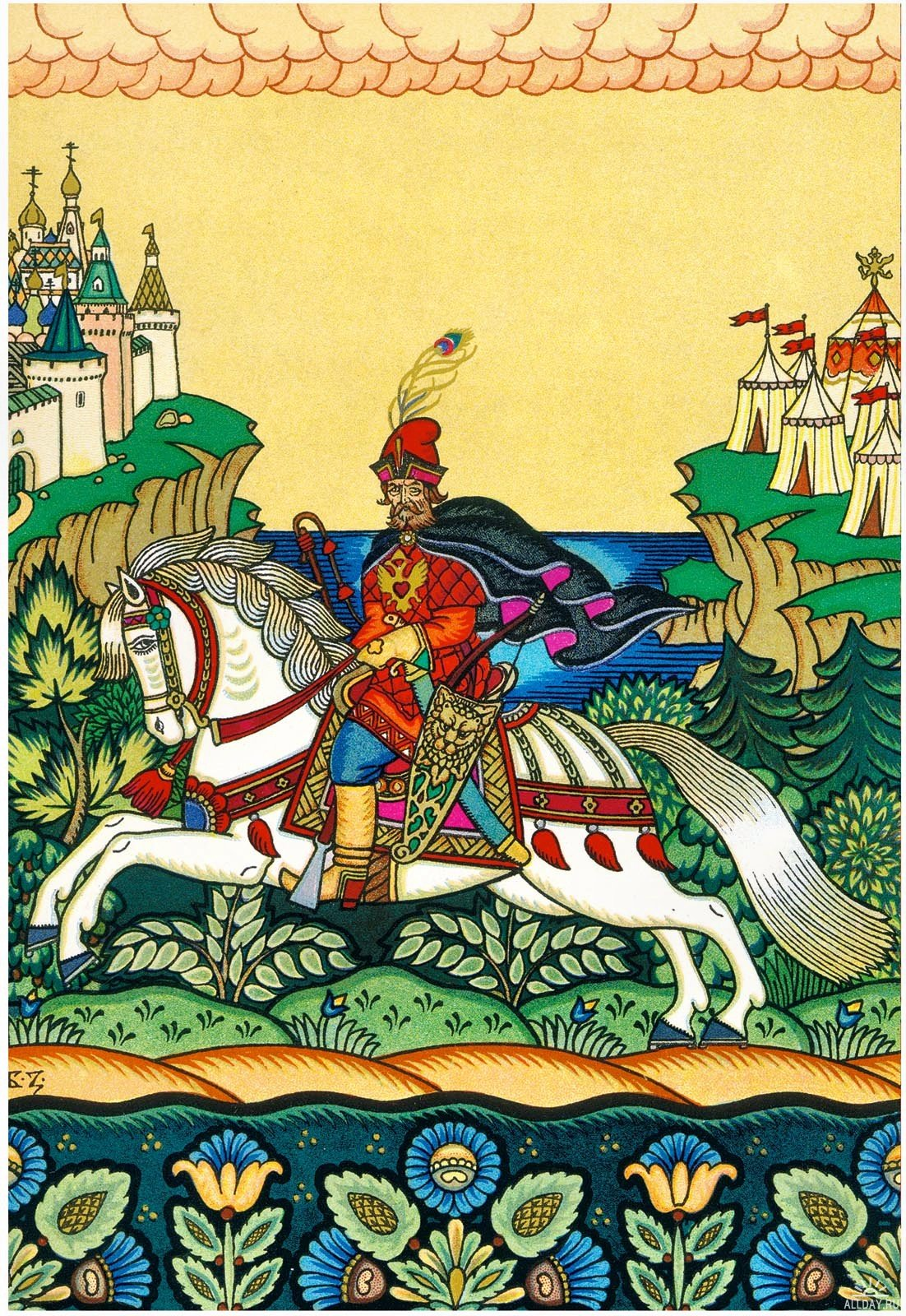
Сказка о царе Салтане
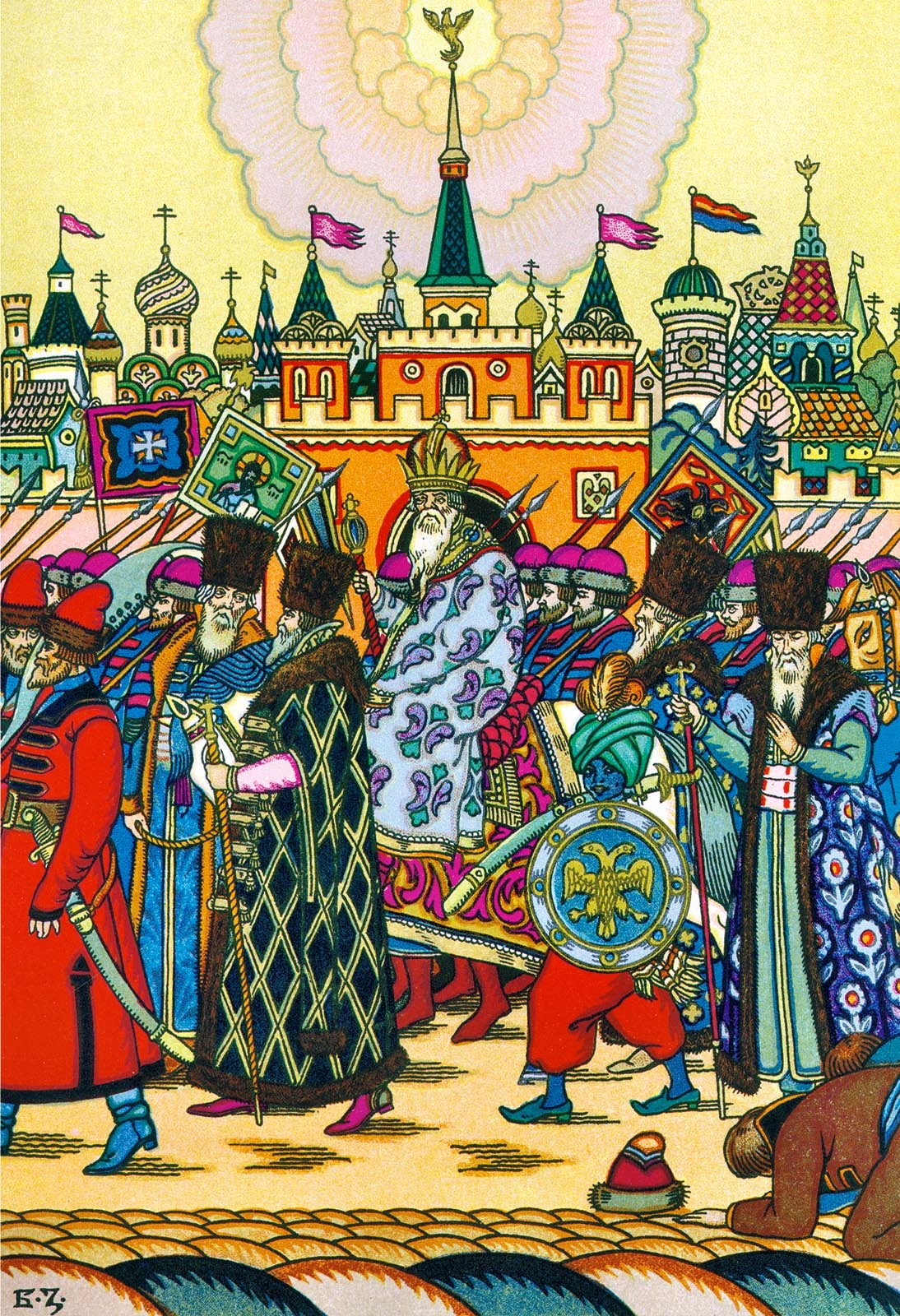
Сказка о золотом петушке
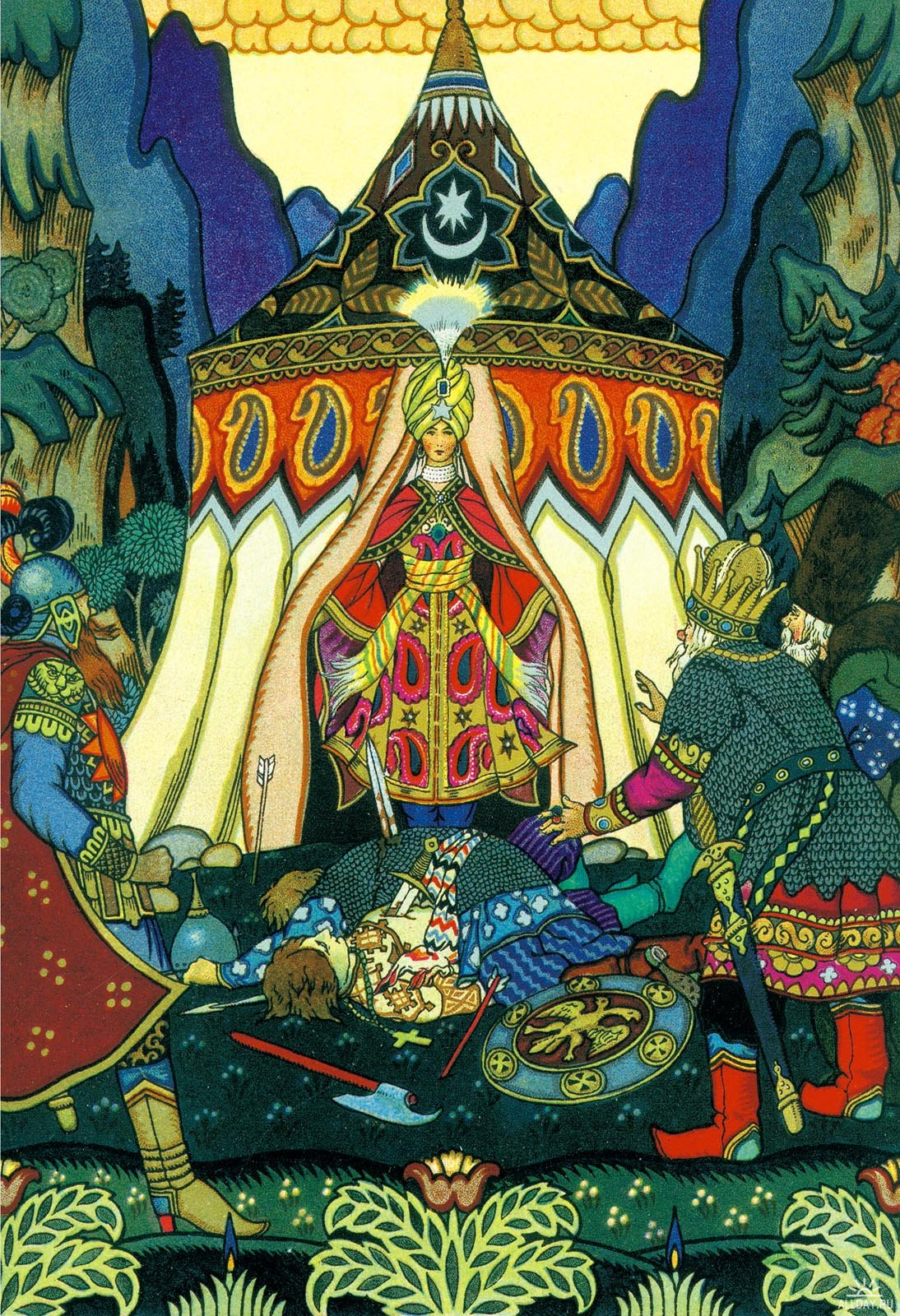
Сказка о Золотом петушке
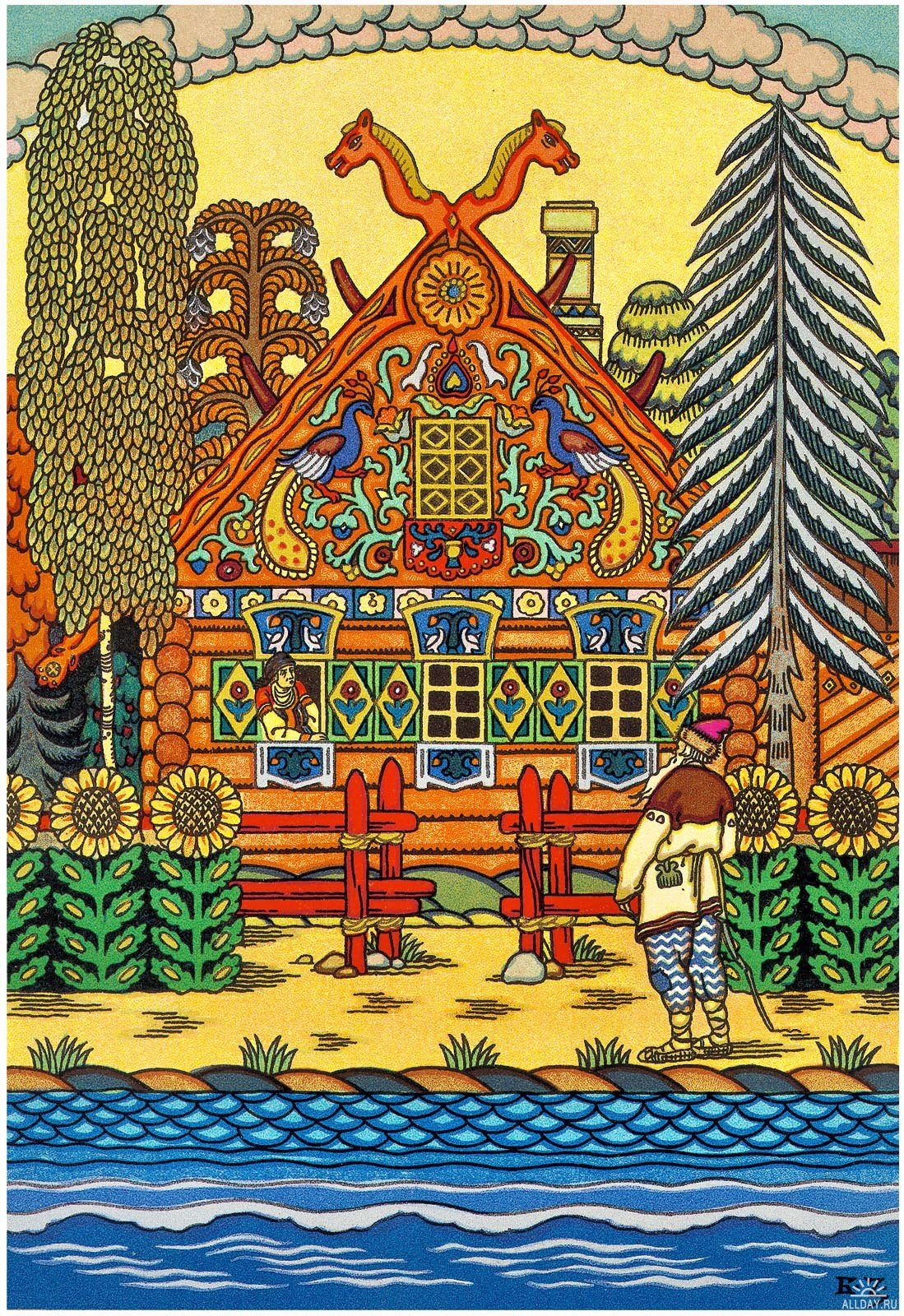
Сказка о рыбаке и рыбке

### Открытки на темуНаполеоновских войн[Комм. 1]

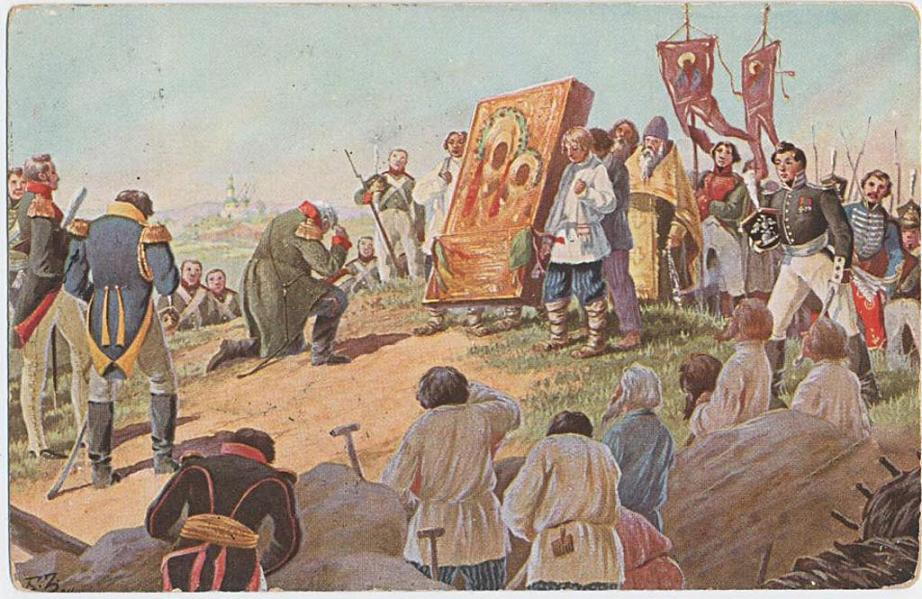
Кутузов молится перед Казанской иконой Богородицы накануне Бородинской битвы
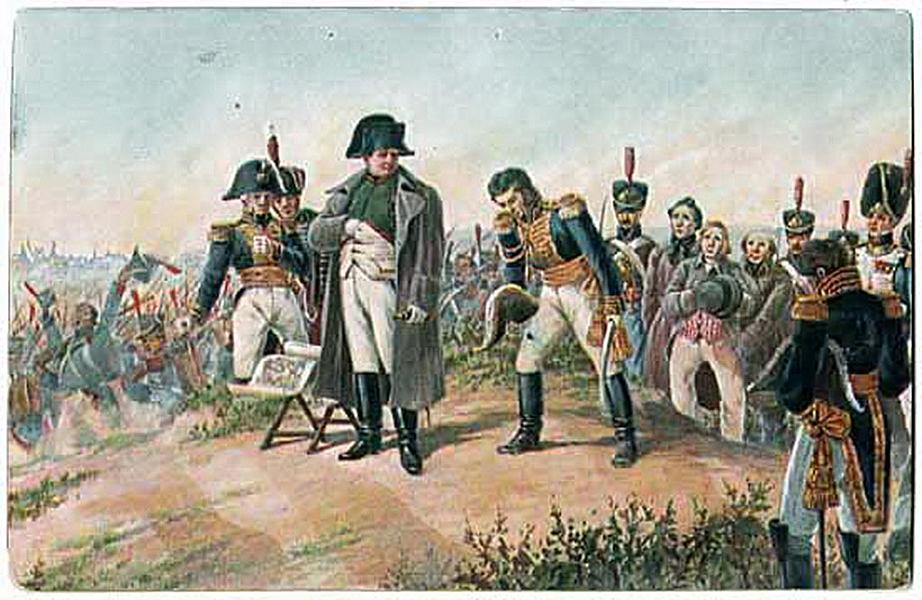
Наполеон со штабом
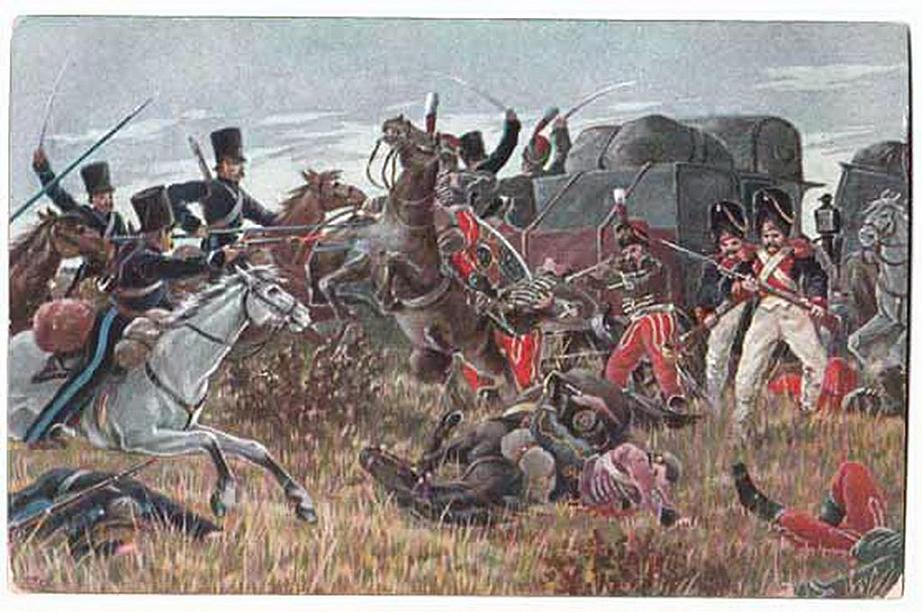
Нападение казаков на французский обоз
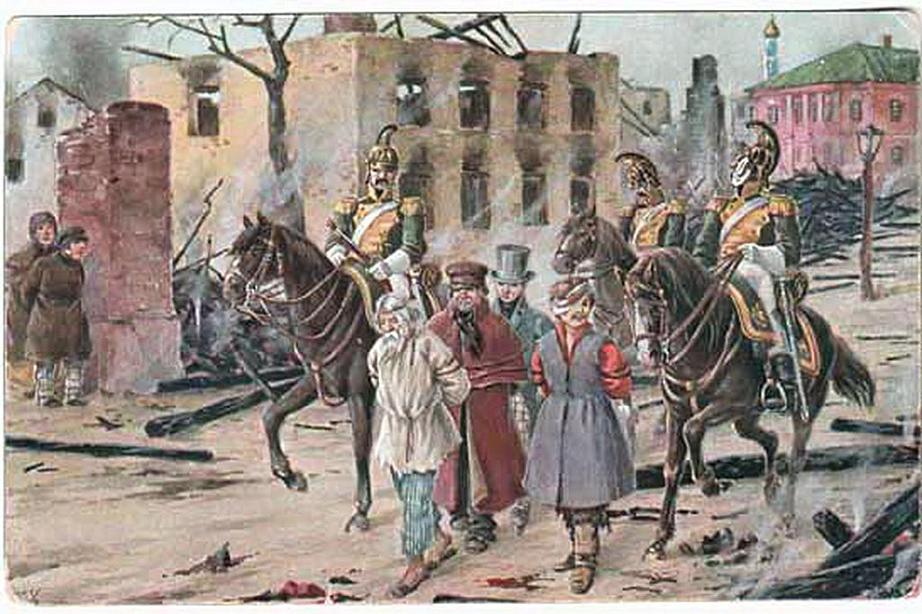
Французы в Москве. Арест поджигателей
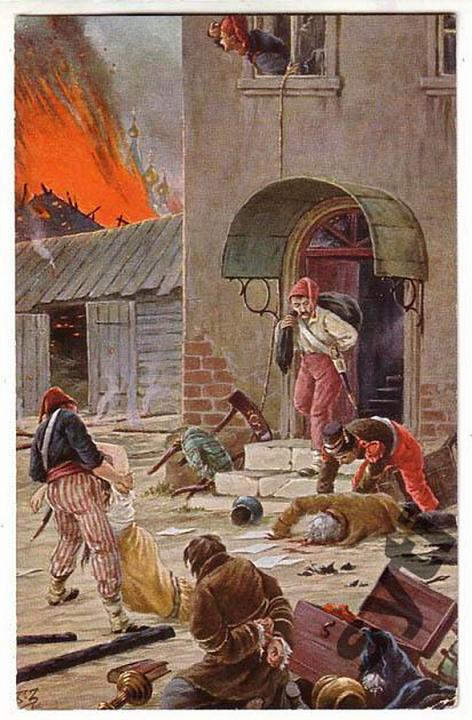
Французские мародеры грабят Москву
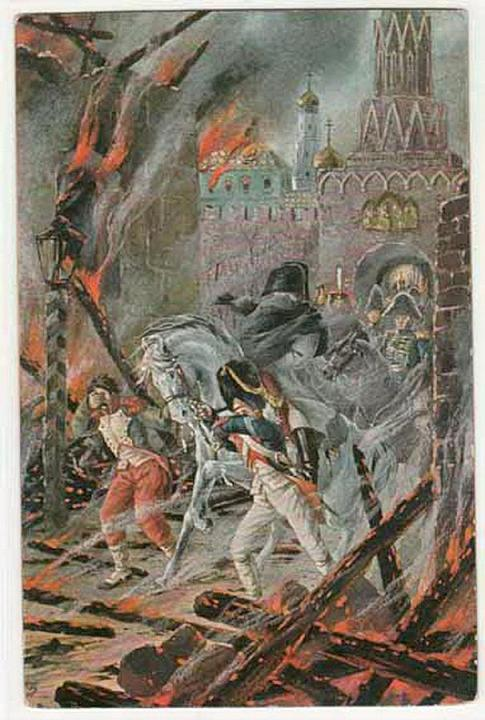
Наполеон в дни пожара покидает Кремль
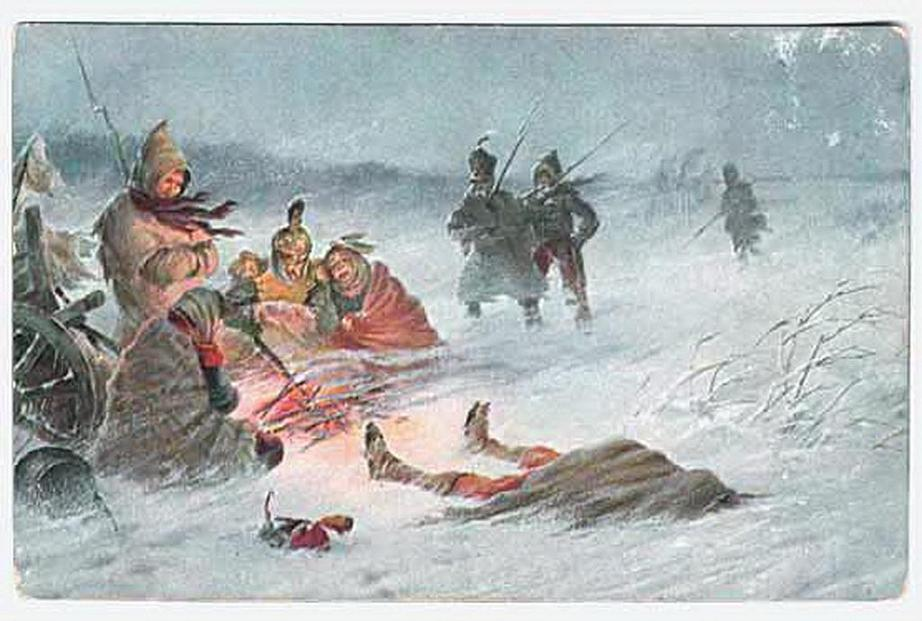
Французская армия. Отступление из Москвы
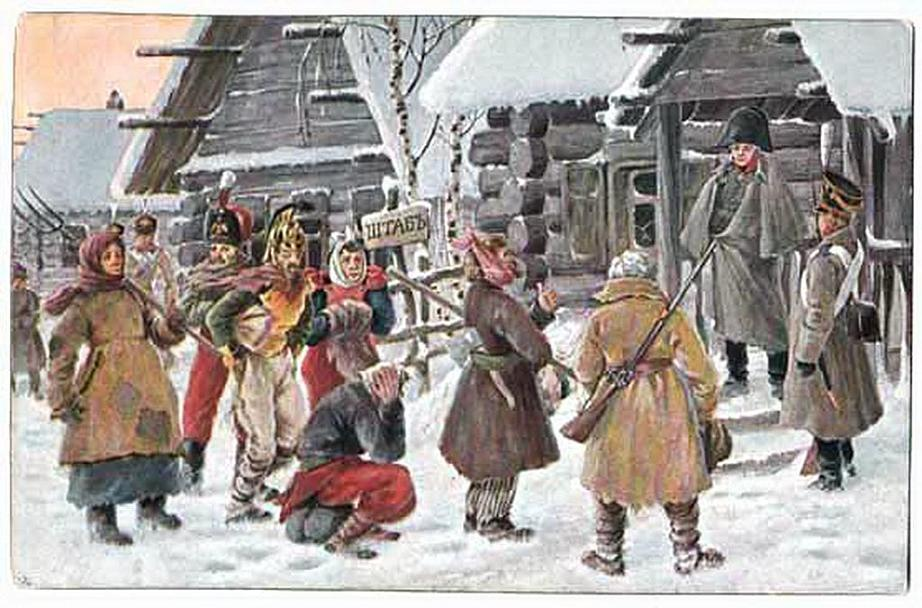
Крестьяне приводят пленных французов в штаб русской армии

### Открытки на другие темы

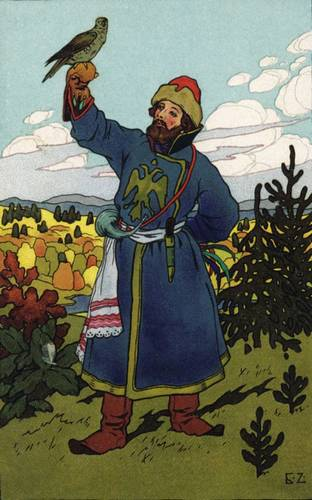
Сокольничий
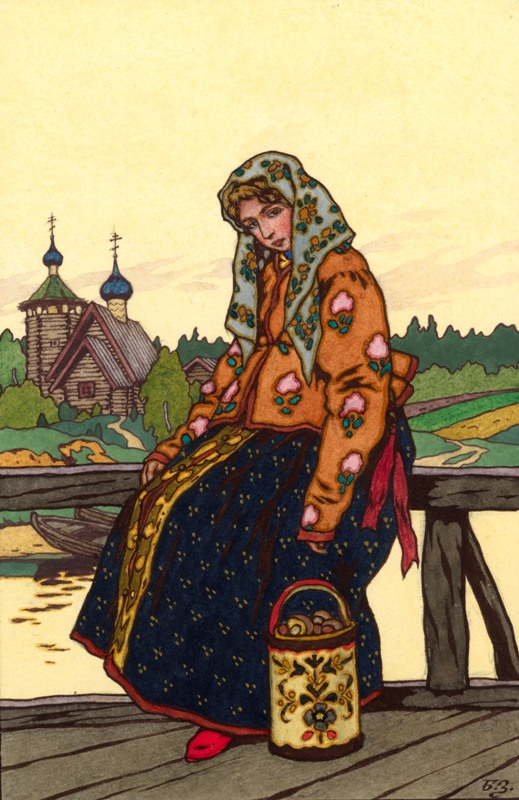
Крестьянка
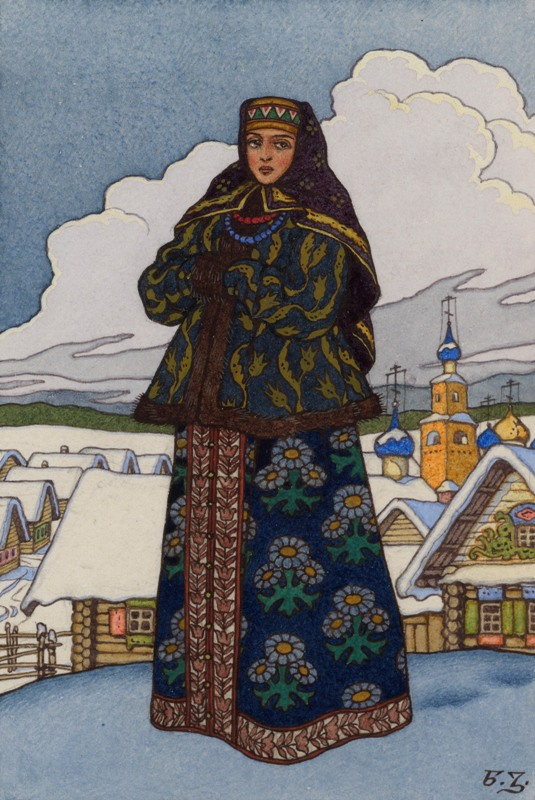
Боярыня
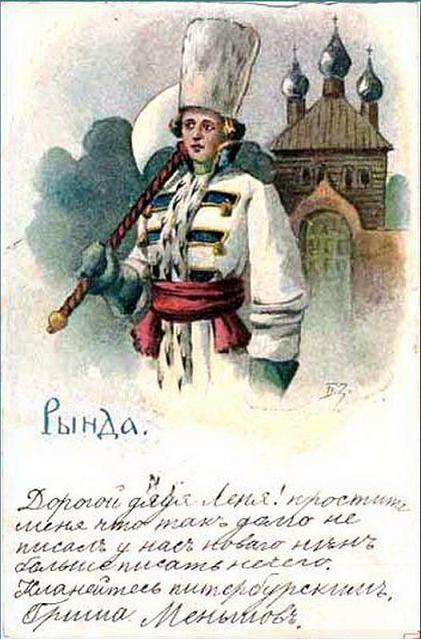
Рында
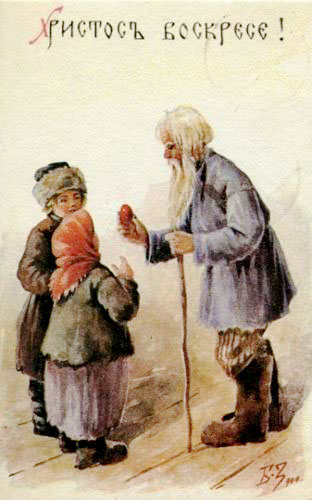
Христос Воскресе!
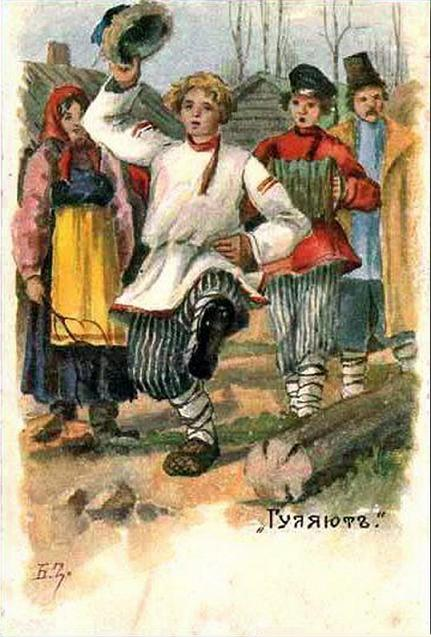
Гуляют
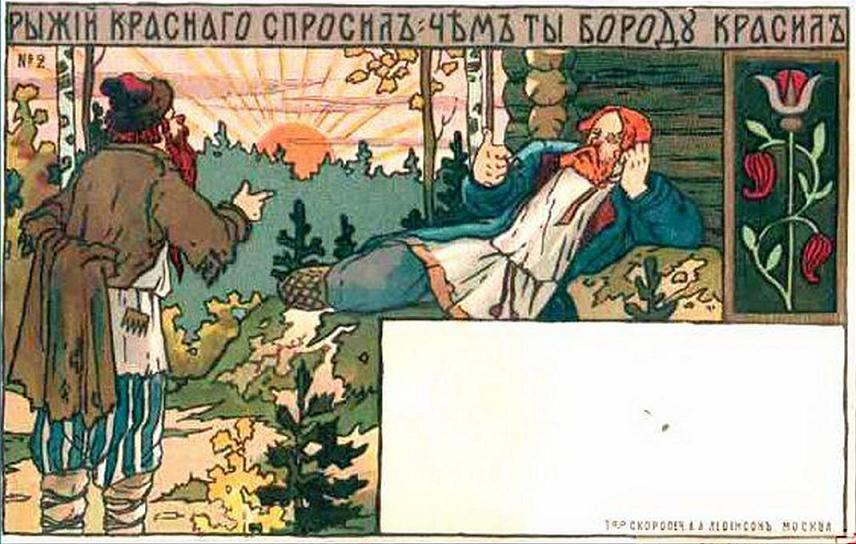
«Рыжий красного спросил: чем ты бороду красил?»
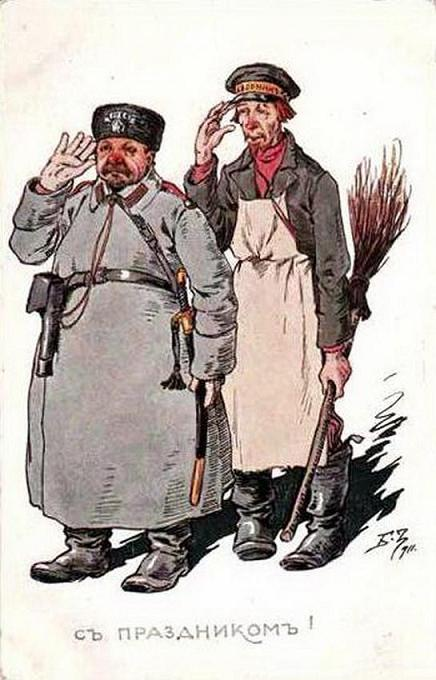
С праздником!

## Книги, оформленные Борисом Зворыкиным во Франции
- Histoire des Soviets / publiée sous la direction de m. Henri de Weindel. — Paris: Jacques Makowsky, éditeur, 1922.
- Marchand, J. Le roman de Jean de Paris / décoration et illustrations de B. Zworykine d’après les éditions illustrées du XVIe siècle du roman de Jean de Paris. — 5 me ed. — Paris: l’Édition d’art H. Piazza, [1924].
- La rose de Bakawali / ce conte a été traduit de l’Hindoustani par Garcin de Tassy; la miniature servant de frontispice à cet ouvrage est de B. Zworykine. — 6 me ed. — Paris: l’Édition d’art H. Piazza, [1924].
- Pouchkine, A. S. Le Coq d’or et d’autres contes / illustrés par B. Zworykine. — Paris: l’Édition d’art H. Piazza, [1925].
- Guyot, Ch. La légende de la ville d’Ys, d’après les anciens textes / [l’ornementation de l’ouvrage a été spécialement dessinée par B. Zworykine]. — Paris: l’Édition d’art H. Piazza, 1926.
- Pouchkine, A. Boris Godounov / l’illustration et la décoration de l’ouvrage ont été exécutées par Boris Zworykine; traduction française de A. Baranoff . — Paris: l’Édition d’art H. Piazza, [1927]
- Le Cantique des Cantiques. [Traduction nouvelle par Franz Toussaint] / miniature et ornamentation de B. Zworykine. — Paris: l’Édition d’art H. Piazza, 1927.
- Longfellow, H. W. Le chant de Hiawatha: D’après les légendes peaux-rouges / [l’ornementation de cet ouvrage a été spécialement dessinée par H. Zworykine]. — Paris: l’Édition d’art H. Piazza, 1927.
- Ehrhard, A. La Légende des Nibelungen. [L’ornementation de cet ouvrage à été spécialement dessinée par B. Zworykine]. — Paris: l’Édition d’art H. Piazza, 1929.
- Steinilber-Oberlin, E., Kuni, M. Le Livre des Nô: Drames légendaires du vieux Japon / [ornementation spécialement dessinée par B. Zworykine]. — Paris: l’Édition d’art H. Piazza, 1929.
- Segonzac, R. La légende de Florinda la Byzantine [seul grand papier avec une ornementation spécialement dessinée par B. Zworykine]. — Paris: l’Édition d’art H. Piazza, 1929.
- Lucien, S. Scènes de courtisanes / [le texte a été traduit par H. Piazza et Ch. Chabaud; le frontispice et les en-têtes sont de Mario Laboccetta; la décoration a été exécutée par B. Zworykine]. — Paris: l’Édition d’art H. Piazza, 1930.